# 狠將奇兵
《狠將奇兵》（英語：Streets of Fire）是一部1984年由華特·希爾執導、結合搖滾樂元素的動作片。雖票房不怎亮眼，但丹·哈特曼（Dan Hartman）演唱的歌曲〈我能在夢中見你〉（I Can Dream About You）在當時卻是膾炙人口，臺灣飛碟唱片曾代理發行電影原聲帶。

## 劇情
1950年代風格的城市里奇蒙（Richmond），該地出身的紅歌星愛倫·艾姆（Ellen Aim）回故鄉演唱，遭到來自鄰鎮電池鎮（the Battery）名為轟炸機（Bombers）的飛車黨擄走，經紀人兼男友比利·費許（Billy Fish）雇用了愛倫的前男友，退伍軍人湯姆·寇帝（Tom Cody）去搶回來。湯姆在酒吧認識了需工作跟住處，自稱能駕馭任何機器（ "could drive anything" ），外表打扮男性化的退伍女機械師梅寇（McCoy），遂又雇用她當幫手。成功搶回人後，棄車逃跑途中遇上鎖爾合唱團（The Sorels）巴士，於是一併踏上歸途。
被打敗的轟炸機老大烏鴉（Raven Shaddock）心有不甘，向警長艾德（Officer Ed Price）傳話要單挑湯姆、勿插手。警長為治安著想要求湯姆離開，梅寇也一起離去；然而湯姆突破炸彈幫封鎖，開車返回里奇蒙擊倒烏鴉。最後不只愛倫、經紀人比利也發掘鎖爾合唱團登台演唱；湯姆則自認無法和愛倫再續前緣而離去，遇上以為已離開的梅寇駕駛先前丟棄車輛，兩人浪跡天涯。

## 演員
| 演員                                        | 角色                    | 備註                                                                                     |
| 麥可·派瑞（Michael Paré）                   | 湯姆·寇帝（Tom Cody）   | 從軍隊退伍回到里奇蒙，愛倫的前任男友，身手好，有胆識，外型俊朗的浪子                     |
| 黛安·蓮恩（Diane Lane）                     | 愛倫·艾姆（Ellen Aim）  | 回到故鄉里奇蒙演唱的歌手，樂隊「愛倫·艾姆與攻擊者」（Ellen Aim and the Attackers）的主音 |
| 瑞克·莫蘭尼（Rick Moranis）                 | 比利·費許（Billy Fish） | 愛倫現任男友兼經紀人                                                                     |
| 艾美·麥蒂根（Amy Madigan）                  | 梅寇（McCoy）           | 數年前從軍隊退伍的女機械師，外表男性化，自稱能駕馭任何機器                               |
| 威廉·達佛（Willem Dafoe）                   | 烏鴉（Raven）           | 以電池鎮為根據地的飛車黨「轟炸機」的首領                                                 |
| 狄波拉·范·傅肯博（Deborah Van Valkenburgh） | 莉娃·寇帝（Reva Cody）  | 湯姆的姊姊，愛倫的歌迷                                                                   |
| 李察·勞森（Richard Lawson）                 | 艾德·普萊斯（Ed Price） | 里奇蒙的黑人警長                                                                         |
| 瑞克·羅索維奇（Rick Rossovich）             | 庫利（Cooley）          | 里奇蒙的警官                                                                             |
| 伊莉莎白·戴莉（Elizabeth Daily）            | 無名小女孩              | 愛倫的歌迷                                                                               |

## 花絮
- 片中愛倫的歌曲〈Nowhere Fast〉及〈Tonight Is What It Means to Be Young〉以「Fire Incorporated」（Fire Inc.）的名義發行，由蘿莉·莎金特（Laurie Sargent）主唱、霍莉·薛伍德（Holly Sherwood）與羅利·杜德（Rory Dodd）和聲，收錄於電影原聲帶。
- 片中鎖爾合唱團的歌曲〈我能在夢中見你〉則是溫斯頓·福特（C. Winston Ford Jr.）代唱，但從未對外發行過，市面上僅丹·哈特曼版本。

## 續集
原本打算以「The Adventures of Tom Cody」構想製作「The Far City」和「Cody's Return」續集，卻因票房失利而胎死腹中。
不過，在2008年推出仍由麥可·派瑞飾演湯姆·寇帝的獨立電影，非正宗續集《通向地獄之路》（Road to Hell）。

## 外部連結
- 互联网电影数据库（IMDb）上《Streets of Fire》的资料（英文）
- AllMovie上《Streets of Fire》的资料（英文）
- 爛番茄上《Streets of Fire》的資料（英文）
- . YouTube上的DanHartmanVEVO頻道. 2009-10-08. （原始内容存档于2022-01-13） （英语）. 外部链接存在于|publisher= (帮助)